# Roodbuikglansspreeuw
De roodbuikglansspreeuw (Lamprotornis pulcher) is een vogelsoort uit de familie Sturnidae.

## Verspreiding en leefgebied
De soort komt voor in centraal, het westelijke deel van Centraal-en het oostelijke deel van Centraal-Afrika en telt twee ondersoorten:
- Lamprotornis pulcher pulcher
- Lamprotornis pulcher rufiventris